# ترکمن‌ها
تُرکمَن‌ها یا تُرکمان‌ها (به ترکمنی: Türkmenler، تورکمِنلِر) یکی از اقوام تُرک‌تبار آسیای میانه هستند که در منطقهٔ وسیعی زندگی می‌کنند که شامل ترکمنستان، شمال‌غربی قزاقستان و مناطقی از روسیه، ازبکستان تا شمال‌غربی افغانستان و همچنین شمال‌شرق ایران است. آن‌ها به زبان ترکمنی از زبان‌های ترک‌تبار شاخهٔ اغوز غربی سخن می‌گویند ترکمن ها در ایران بیشتر در شمال استان گلستان و همچنین شهرستان راز استان خراسان شمالی ساکن هستند.
ترکمن‌ها شاخه‌ای از ترکتبارها هستند که از عهد قدیم در صحراهای وسیع بخش سفلای رود سیحون و بین دریاچهٔ خوارزم به زندگی کوچ‌نشینی روزگار می‌گذراندند. تا حدود سدهٔ هفتم میلادی ترکمن‌ها جزئی از قوم ترک بودند. در این سال‌ها به دنبال اضمحلال گوک‌ترک‌ها، گروهی از ترک‌ها که اغوز نامیده می‌شدند، از آنان جدا شده از ناحیهٔ ارخون به طرف آرال و سیردریا کوچ کردند.
تُرکمان را نباید با ترکمن اشتباه گرفت، ترکمان یک اصطلاح عمومی برای قبایل نیمه‌عشایر تُرک بود، ترکمن نام مخصوص یکی از این قبایل است. واژه‌های ترکمن و تُرکمان در گذشته به تمامی قبایل ترک‌تبار اغوز به‌ویژه طایفه‌های کوچ‌نشین و مسلمان گفته می‌شد که این معنا با کاربرد قوم ترکمن امروزین تفاوت دارد. به این معنا که ترکمن‌های کنونی شاخه‌ای از ترکمن‌ها در نوشته‌های قدیمی فارسی هستند. همین‌طور در حال حاضر گروه‌های ترک‌تباری در عراق و سوریه به ترکمن معروفند.

## پراکندگی
بیشتر ترکمن‌ها در ترکمنستان سکونت دارند. جمعیت ترکمنستان در سال ۲۰۲۲ حدود ۷ میلیون و ۵۷ هزار نفر بوده است.
ترکمن‌های ایران حدود ۱ درصد جمعیت ایران را تشکیل می‌دهند که معادل نزدیک به ۱میلیون نفر طبق آمار سال ۲۰۲۱ است. ترکمن‌های ایران بیشتر در جنوب شرقی دریای خزر و در دشت گرگان  و اطراف رودخانهٔ اترک و گرگان‌رود سکونت دارند. از لحاظ استانی، سکونتگاه‌های ایشان در استان‌های گلستان (بیشتر بخش شمالی استان) و خراسان شمالی (شهرستان راز و جرگلان) پراکنده‌است. از شهرهای مهم ترکمن‌ها در ایران می‌توان بندر ترکمن، گنبد قابوس، کلاله، آق قلا، گمیشان، مراوه‌تپه و اینچه‌برون را نام برد.
ترکمن‌های افغانستان بیشتر در شمال‌غربی این کشور به ویژه نوار مرزی دو ولایت فاریاب و جوزجان با ترکمنستان زندگی می‌کنند.

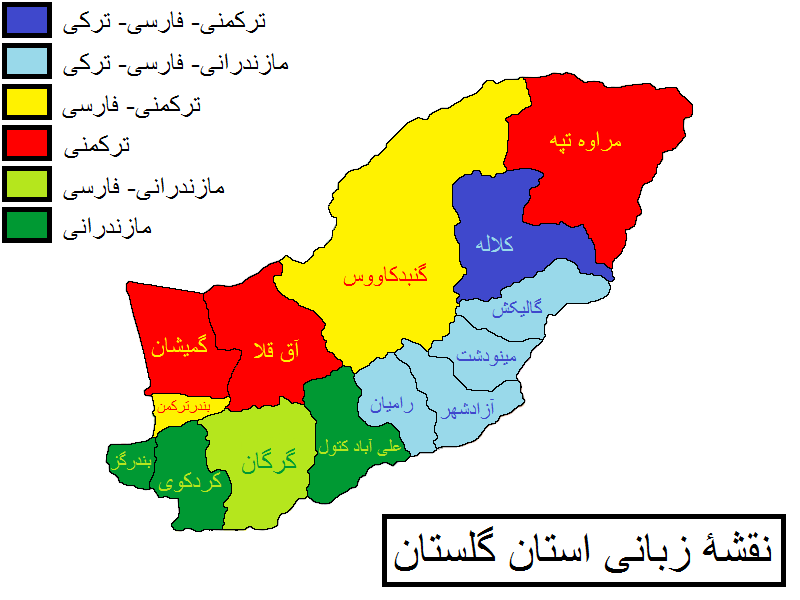
نقشهٔ زبانی استان گلستان

## تاریخ مختصر
نام ترکمن از سدهٔ پنجم هجری (یازدهم میلادی) نخست به شکل جمع فارسی «ترکمان» توسط نویسندگان مانند گردیزی و ابوالفضل بیهقی استعمال شده و به همان معنی اغوز در ترکی و غز در عربی و فارسی به‌کار رفته‌است.
غزان نخست در آسیای مرکزی سکونت داشتند و در کتیبه‌های اورخون متعلق به سدهٔ هشتم میلادی، ذکر ایشان در آسیای‌میانه رفته‌است. اغزان مزبور را ترکمن محسوب داشته‌اند نه ترکمان. نخست با تلفظ «تو کو مونگ در دانشنامهٔ چینی سدهٔ هشتم میلادی (تونگ تین فصل ۱۹۳). به قول تونگ تین، واژهٔ توکومنگ نام دیگری است که به کشور سوک تاک یعنی کشور آلانان اطلاق شده و اینان در آغاز تاریخ میلادی در مشرق تا مسیر سفلای سیردریا مستقر بودند و آنجا در سدهٔ چهارم ه‍.ق (دهم میلادی) مقر اصلی اغزان بود. در کتب جغرافیایی عرب، ترکمان (الترکمان یا الترکمانیون) فقط توسط مقدسی در شرح چند شهر واقع در شمال و شمال غربی «اربیجاب» یا «سیرام» -که موقعیت آن درست معلوم نیست- آمده در باب اصل واژهٔ ترکمان در سدهٔ پنجم به درستی معلوم نیست.
در گذشته ترکمن نام عمومی اقوام اغوز مسلمان کوچ‌نشین بود و نه صرفاً قومی که امروزه ترکمن نامیده می‌شود و شامل طوایفی است که در شرق دریای خزر از رود جیحون تا شمال خراسان و رود گرگان سکونت داشته‌اند. هم‌اکنون نیز گروه‌هایی در عراق و سوریه به ترکمن معروفند که ارتباط قومی و تاریخی با قوم ترکمن ساکن ترکمنستان و مناطق اطراف دارند. برخی از این اقوام اغوز موفق به تشکیل دولت‌های‌های بزرگی در جهان شدند مانند:
- سلجوقیان (۴۲۹ ه‍.ق – اواخر قرن ششم)[۲۵]
- قره قویونلو (۷۸۰ – ۷۴۸ ه‍.ق)
- آق قویونلو (۷۸۰ – ۹۸۰ ه‍.ق)
- قاجاریه[۲۶]
- افشاریه
- غزنویان
- عثمانی
- مملوکیان مصر
- مملوکیان عراق
- مملوکیان شام
- سلسله عادلیان
- و بسیاری دیگر

## موسیقی ترکمنی
ساز اصلی در موسیقی ترکمنی، دمبوره یا تنبور یا همان دوتار است. همچنین نواختن کمانچه و نی نیز در بین ترکمنان رواج دارد و در دههٔ اخیر برخی، به اجرای نغمات این موسیقی با سازهای الکترونیک روی آورده‌اند.

## طوایف
عمدهٔ طوایف ترکمن ساکن در ایران شامل: خزرلی، نرزیم، آناولی، ناخورلی، چاوادار، اساری، گوکلان، سالیر، ساریق، تیکه، یومود و تورکمان هستند.
همچنین به‌طور کلی به طوایف بزرگ زیر تقسیم می‌شوند:
1. ترکمن‌های عالی‌ایل (افغانستان)
2. ترکمن‌های چاودار
3. ترکمن‌های یمرلی
4. ترکمن‌های ارساری
5. ترکمن‌های سالور
6. ترکمن‌های ساریق
7. ترکمن‌های تکه: تکه بزرگ‌ترین و نیرومندترین قبیله ترکمن‌هاست که نفوذ آن‌ها در کشورهای مجاور بلکه در میان کل مردم ترکمن محسوس بود. قدرت فزایندهٔ تکه، رهبری ترکمن‌ها را به آن‌ها داد. همانطوریکه در واقع اسم آن‌ها هم تلویحاً بیانگر آن بود.
8. ترکمن‌های یموت
9. ترکمن‌های گوگلان

طوایف و قبایل مقدس ترکمن‌ها
غیر از طوایف و تیره‌های مختلف ترکمن، ترکمن‌ها دارای چهار طایفهٔ دیگری موسوم به اولاد هستند. این طوایف چهارگانه اولاد از طوایف مقدس ترکمن به‌شمار می‌آیند؛ زیرا آن‌ها خود را از نسل خلفای راشدین می‌دانند.
این طوایف عبارتند از:
1. شیخ از نسل ابوبکر
2. مخدم (مختوم) از نسل عمر
3. آتا از نسل عثمان
4. خوجه از نسل حضرت علی

این طوایف چهارگانه که از چهار یار پیامبر اسلام (بنا به اعتقاد سنی مذهبان) انشعاب یافته‌اند اولاد آن‌ها در نزد ترکمن‌ها مقدس شمرده می‌شوند.

## ژنتیک

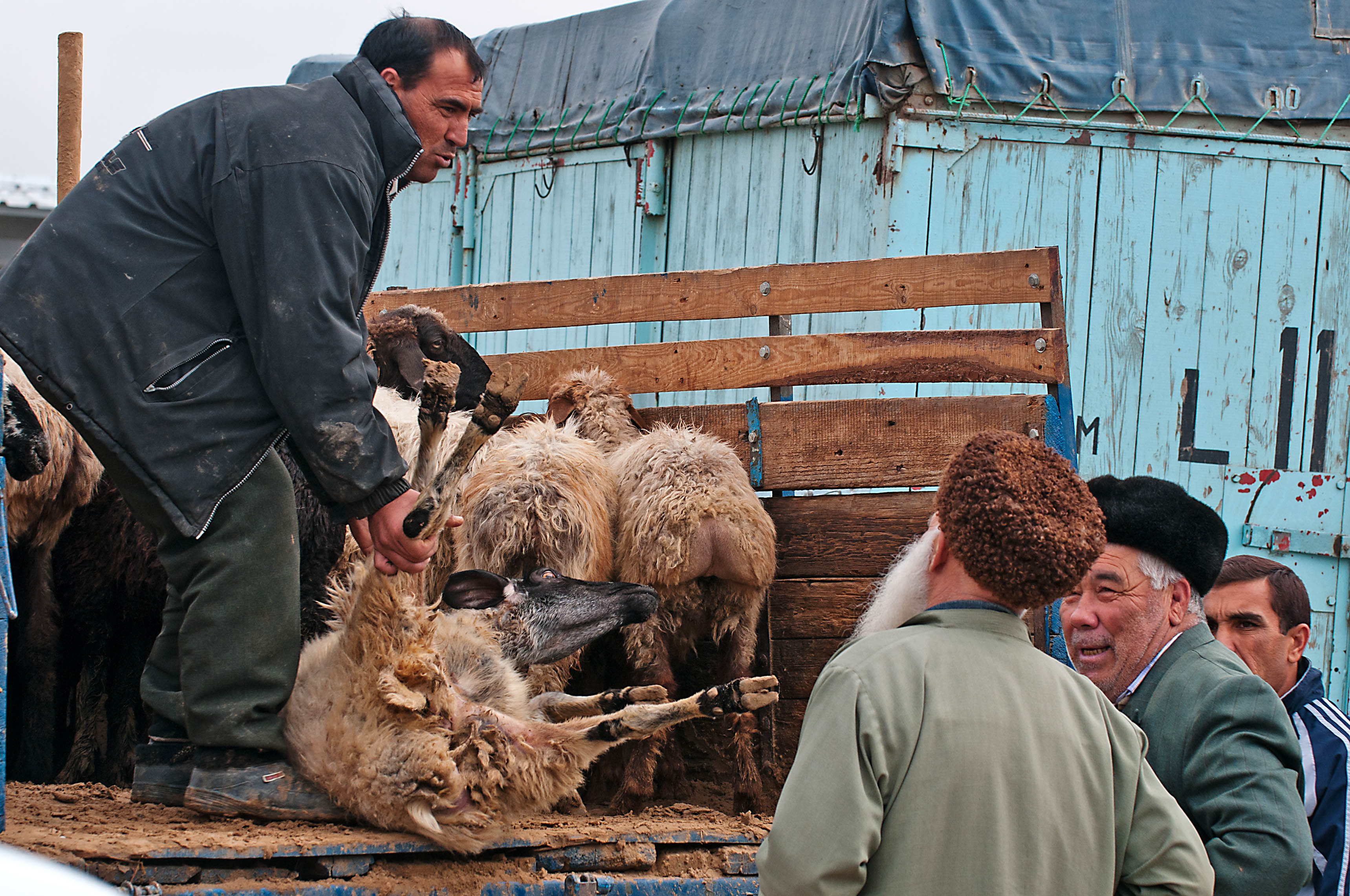
ترکمن‌ها در عشق‌آباد، ترکمنستان

هاپلوگروپ Q-M242 در سیبری، جنوبشرق آسیا، آسیای مرکزی به وفور یافت می‌شود. این هاپلوگروپ درصد زیادی از نسب پدری ترکمن‌ها را شکل می‌دهد.
گروگنی (2012) Q-M242 را در ۴۲٫۶٪ (۲۹/۶۸) از یک نمونه از ترکمن‌ها در استان گلستان، ایران پیدا کرد. دی کریستوفارو و همکاران (2013) Q-M25 را در ۳۱٫۱٪ (۲۳/۷۴) و Q-M346 را در ۲٫۷٪ (۲/۷۴) به‌طور کلی در ۳۳٫۸٪ (۲۵/۷۴) از Q-M242 در نمونه ای از ترکمن‌ها در ولایت جوزجان پیدا کردند. کرافت (2018) Q-M25 را در ۵۰٫۰٪ (۲۲/۴۴) از نمونه دیگری از ترکمنستان پیدا کرد. هاپلوگروپ Q بیشترین بسامد خود را در میان ترکمن‌های اهل قره‌قالپاقستان (بیشتر در یموت) با میزان ۷۳٪ دیده‌است. این هاپلوگروپ تنها حدود ۴٫۵ درصد میان آذریها وجود دارد. بخش عمده هاپلوگروپ آذریها، هاپلوگروپ J2 است که منتسب به اقوام غیر آریایی و بومی ایران است، این نشان دهنده تأثیر کم تبار اغوزها در میان مردم آذربایجان است.
یک مطالعه ژنتیک دی‌ان‌ای میتوکندریایی هاپلوگروپ‌های یک نمونه ترکمن ترکیبی از نسب‌های بیشتر اوراسیای غربی و اقلیت اوراسیای شرقی را توصیف می‌کند. ترکمن‌ها همچنین دو مارکر دی ان ای میتوکندریایی با مشخصه‌های چندریختی دارند که تنها در ترکمن‌ها و سیبریایی‌های جنوبی یافته می‌شود.

## نگارخانه

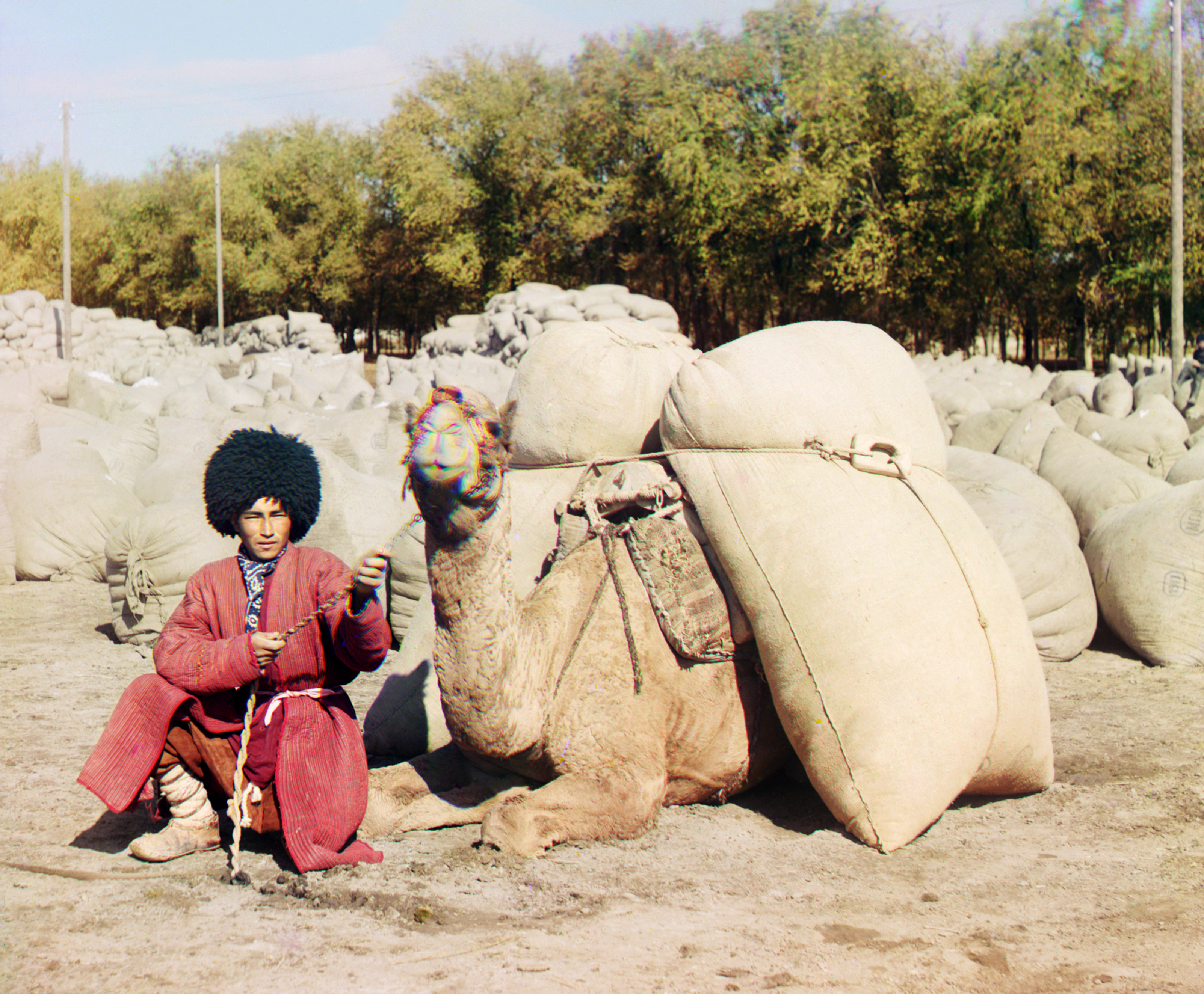
یک مرد ترکمن در لباس سنتی، تصویر از سرگئی گورسکی
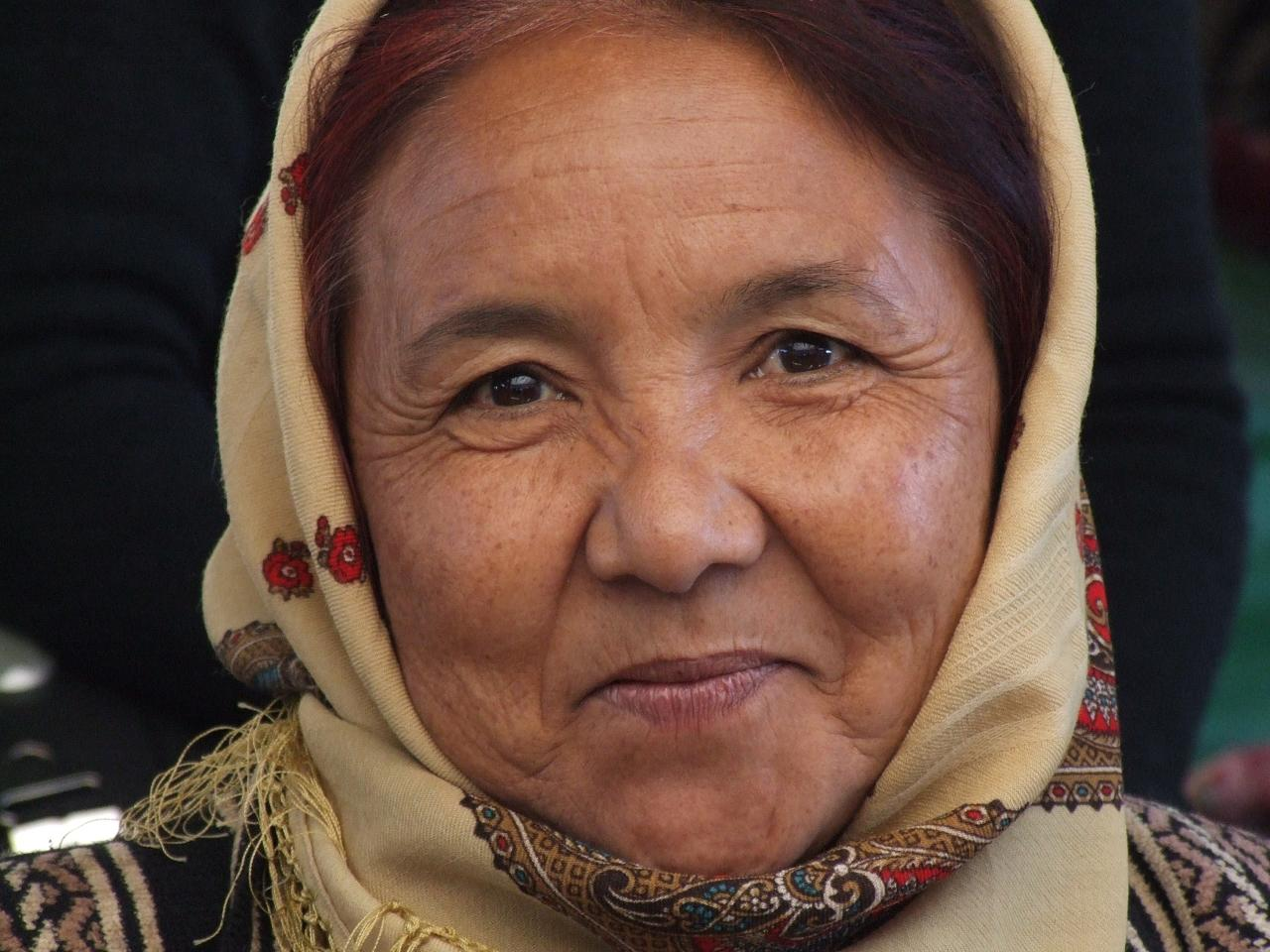
یک زن ترکمن
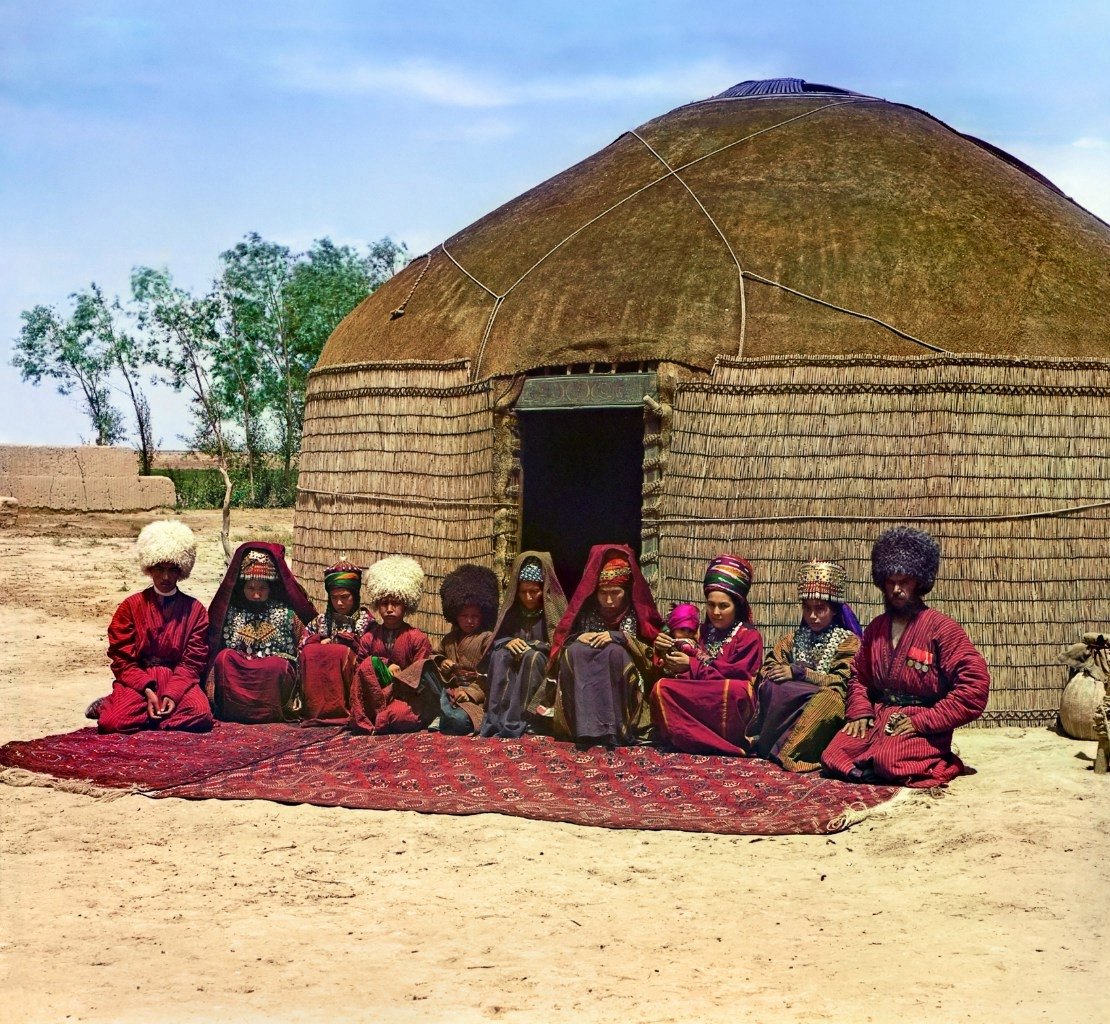
یک خانواده ترکمن از ایل تکه، بین سال‌های ۱۹۰۳ و ۱۹۱۶
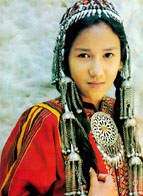
دختر ترکمن با لباس بومی
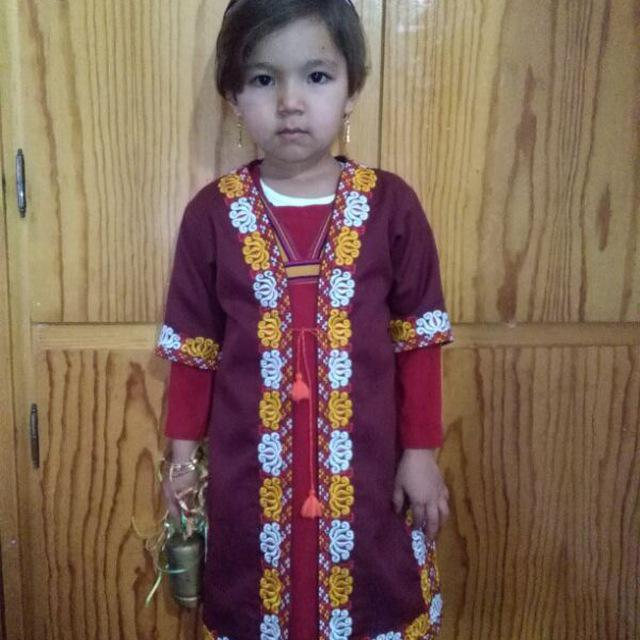
دختر ترکمن ایرانی
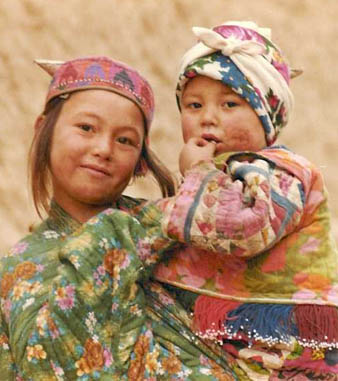
دختر و نوزاد ترکمن در افغانستان
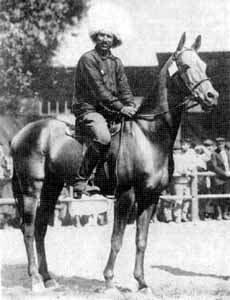
عکس قدیمی، مرد ترکمن
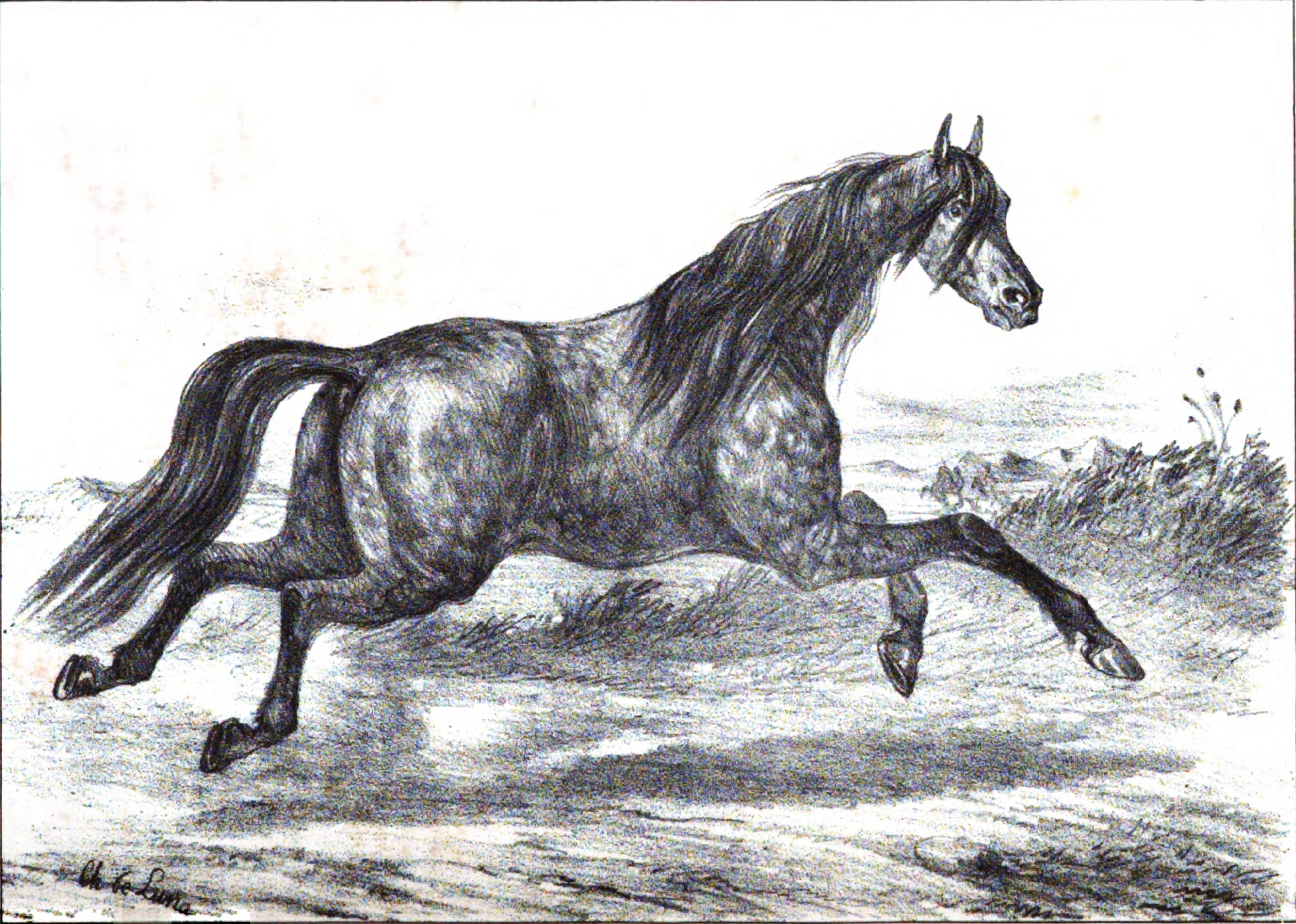
نقاشی فرانسوی از اسب ترکمن سال ۱۸۴۸
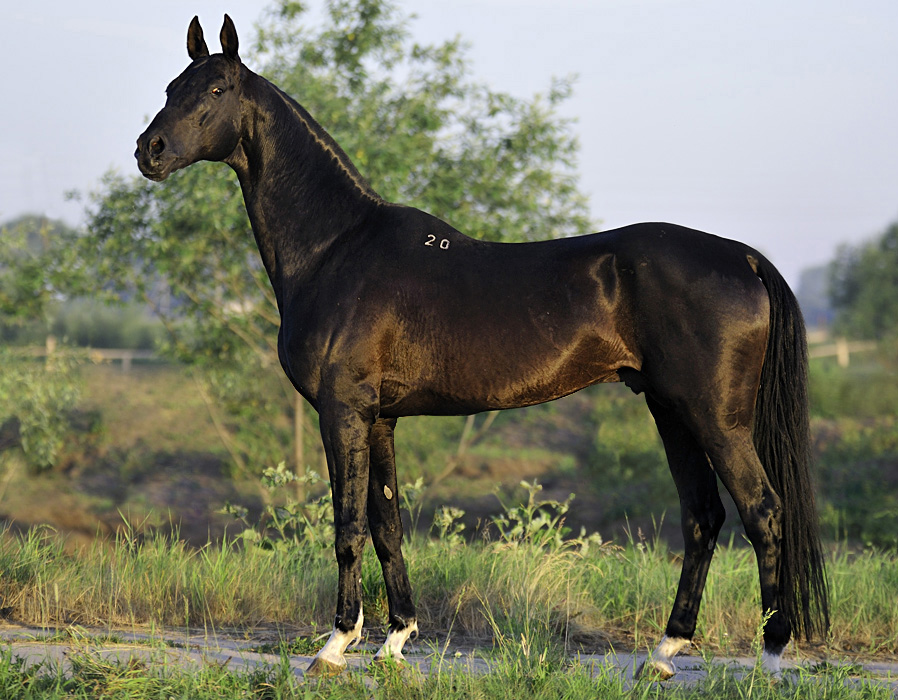
اسب آخال‌تکه
قالی ترکمن
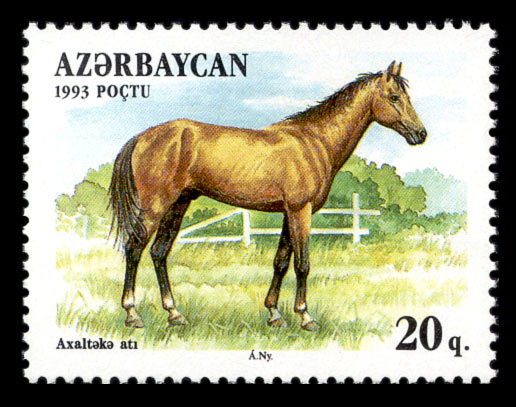
تمبر اسب ترکمن جمهوری آذربایجان سال ۱۹۹۳
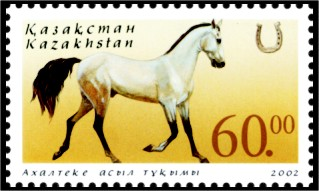
تمبر اسب ترکمن قزاقستان سال ۲۰۰۲
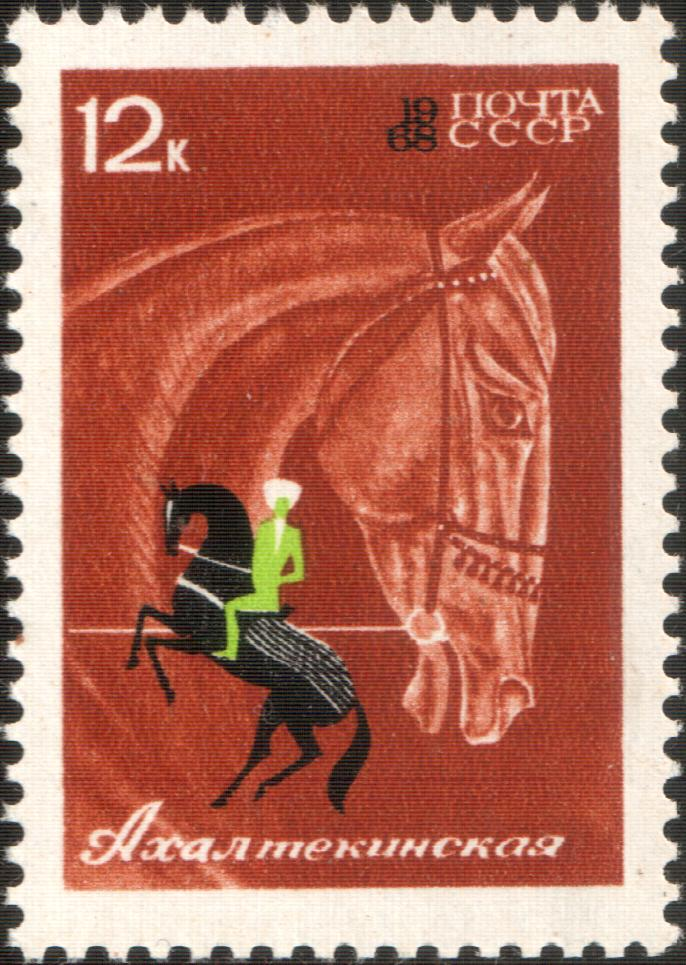
تمبر اتحاد جماهیر شوروی سوسیالیستی سال ۱۹۶۸
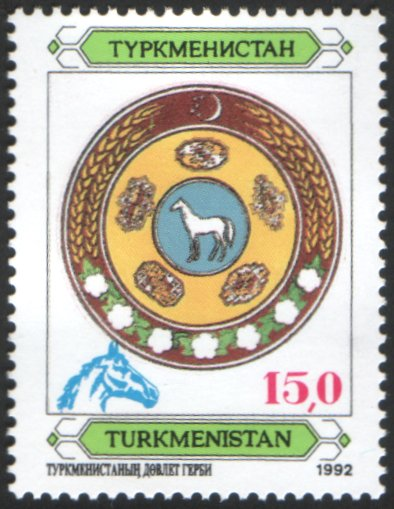
تمبر ترکمنستان سال ۱۹۹۲
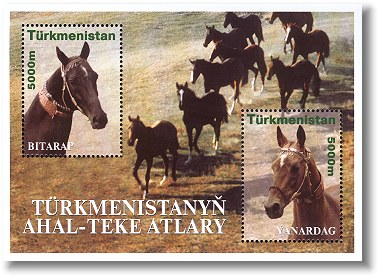
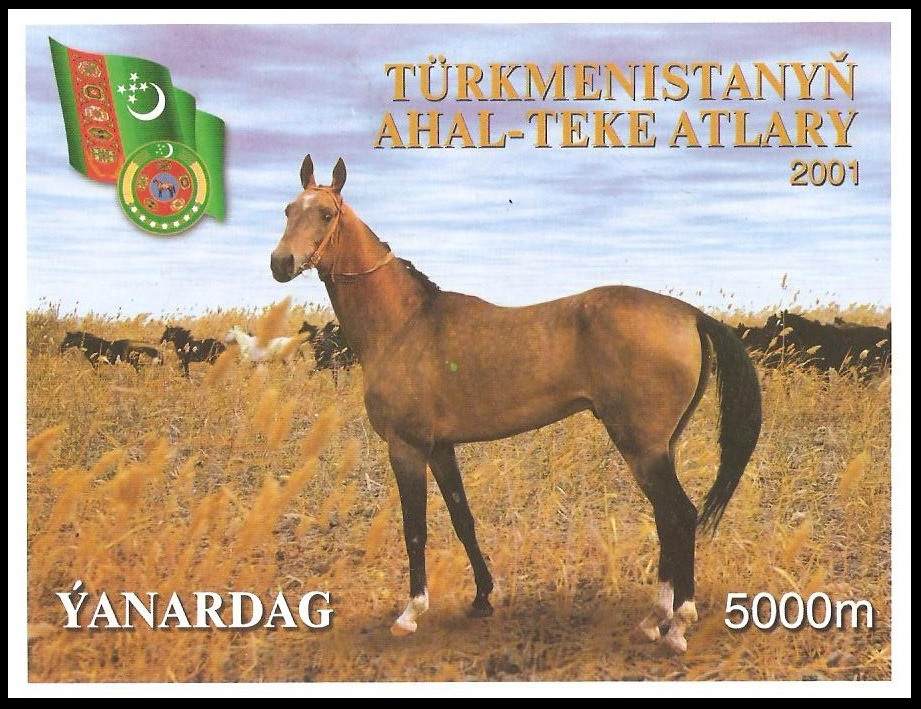
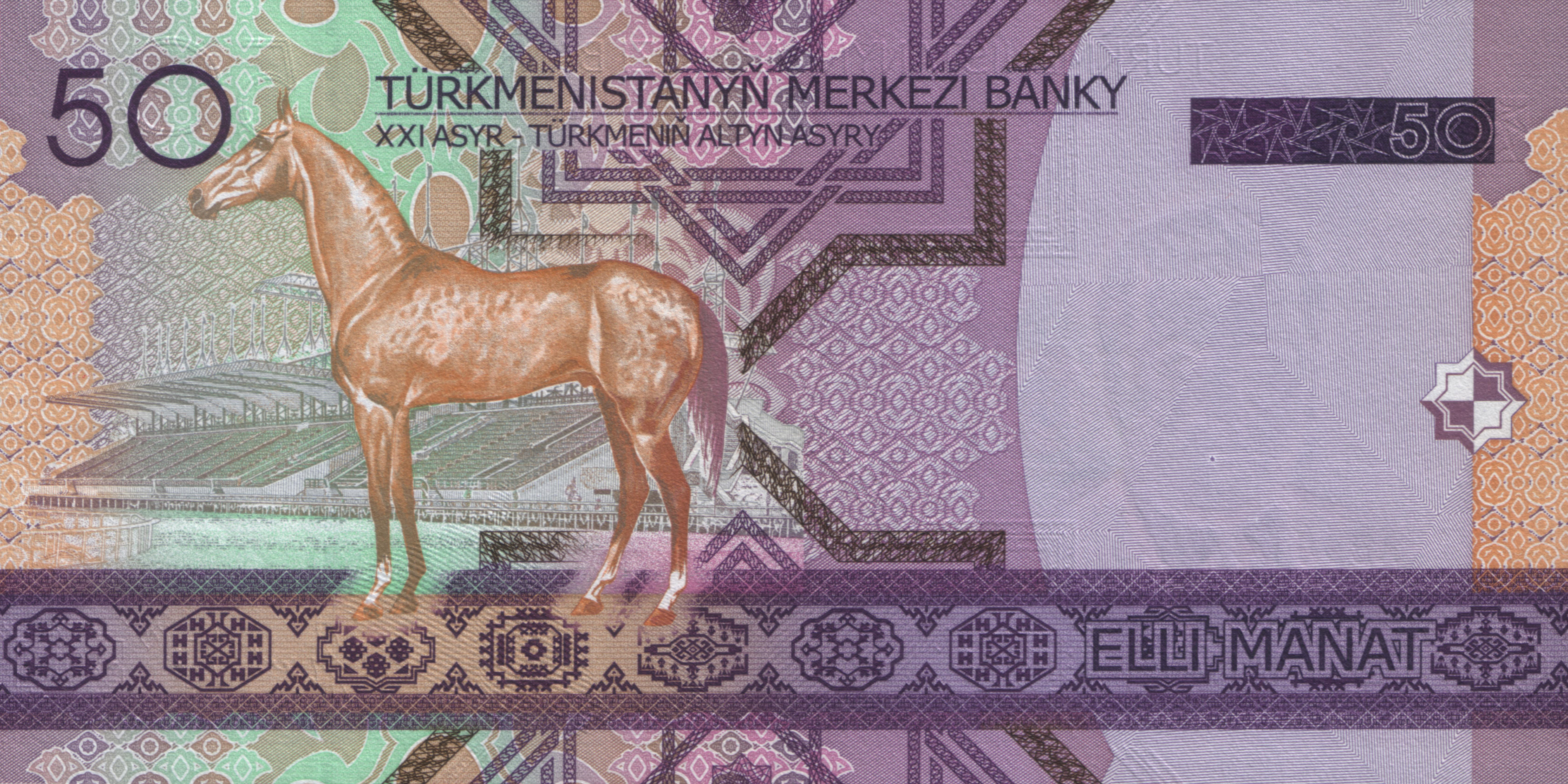
منات ترکمنستان
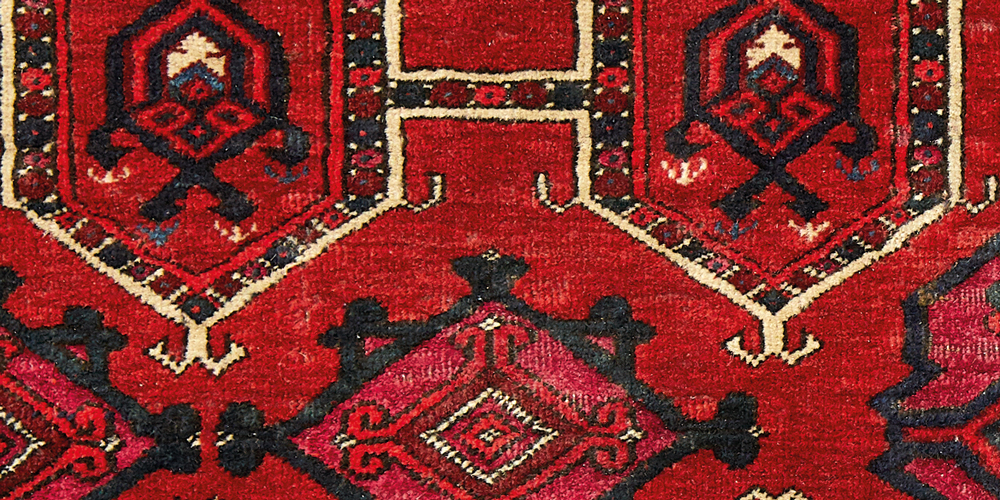
قالی ترکمن
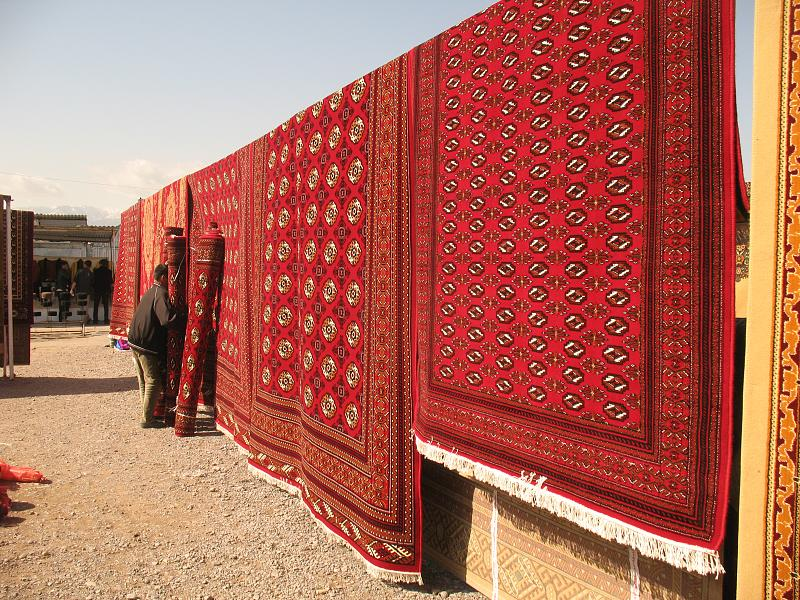
قالی ترکمن